# Бразос (река)
Бразос (енгл. Brazos River) је река која протиче кроз САД. Дуга је 1.390 km. Протиче кроз америчку савезну државу Тексас. Улива се у Мексички залив.